# الوقوع في الحب (فلم)
الوقوع في الحب (بالإنجليزية: Falling in Love) فيلم درامي رومانسي أمريكي لعام 1984  من إخراج أولو جروسبارد، وكتبه مايكل كريستوفر. الفيلم من بطولة روبرت دي نيرو وميريل ستريب  وتدور الأحداث حول رجل متزوج وامرأة متزوجة تحدث بينهم صداقة تتطور إلى حب. تلقى الفيلم آراء متباينة من النقاد، وكان قنبلة شباك التذاكر. صدر الفيلم إلى دور العرض الأمريكية في 21 نوفمبر 1984.

## طاقم التمثيل
روبرت دي نيرو: في دور فرانك رافتيس
ميريل ستريب: في دور مولي جيلمور
هارفي كيتل: في دور إد لاسكي
جين كاكزماريك: في دور آن رافتيس
جورج مارتن: في دور جون ترينر
ديفيد كلينون: في دور بريان جيلمور
ديان ويست: في دور إيزابيل
فيكتور أرغو: في دور فيكتور رولينز
جيسي برادفورد: في دور جو رافتيس
روجاندا مارت: في دور انجي
وايلي إيرل: في دور مايك رافتيس
شيفي كولتون: في دور سيدة المصعد
ريتشارد جيزة: في دور بائع
فرانسيس كونروي: في دور نادلة
جيمس رايان: في دور أمين الصندوق 

## أحداث الفيلم
تلتقي فنانة الاعلانات التجارية مولي جيلمور (ميريل ستريب)  والمهندس المعماري فرانك رافتيس (روبرت دي نيرو) عشية عيد الميلاد وهم يتسوقان في اللحظة الأخيرة لعيد الميلاد في مانهاتن. يلتقي فرانك بزميله إد (هارفي كيتل) لتناول المشروبات؛ ويعرف فرانك أن إد سيطلق زوجته. تلتقي مولي بصديقتها إيزابيل (ديان ويست) المتزوجة والتي تخطط لقضاء عيد الميلاد مع رجل آخر. تزور مولي أيضًا والدها المريض. في نفس اليوم تختلط مشتروات فرانك ومولي في مكتبة مزدحمة، وفي يوم عيد الميلاد يفتح كل من زوج مولي، برايان (ديفيد كلينون)، وزوجة فرانك، آن (جين كاكزماريك)، الكتاب الذي كان مخصصًا للآخر. بعد ثلاثة أشهر يصطدم فرانك ومولي أثناء تواجدهم في قطار الصباح المتجه إلى مانهاتن، ويتذكر فرانك حادثة خلط مشترواتهم ويخبر مولي بذلك. يطلب رئيس فرانك تولي منصب في هيوستن، بينما تزور مولي والدها في المستشفى. تخبر مولي صديقتها إيزابيل عن فرانك، بينما يخبر فرانك صديقه إد عن مولي، وفي ذلك المساء ينتظر فرانك، في محطة غراند سنترال، وصول مولي، ويتحدثون ويتفقون على الاجتماع مرة أخرى في قطار الصباح في نفس الأسبوع. يتقارب فرانك من مولي ويصطحبها إلى شقة صديقه إد ولكنها تعتذر عن الاستمرار في هذه العلاقة. يموت والد مولي التي تخبر صديقتها أنها لا تشعر بالحزن قدر شعورها بفقد فرانك. يصارح فرانك زوجته آن بمشاعره تجاه مولي التي تصارح زوجها برايان بحبها لفرانك. يفقد فرانك ومولي وسيلة الاتصال ببعضهما البعض.
يلتقي فرانك وإد في الفترة قبل عيد الميلاد التالي ويخبره أنه انفصل عن آن، بينما تلتقي مولي وإيزابيل لتخبرها أن زواجها من براين قد فشل أيضًا. يتوقف فرانك في المكتبة حيث التقى مع مولي لأول مرة، ويجد مولي هناك، ويتحدثون ولكنهم غير متأكدين مما بينهم الآن، ويذهب كل منهم في طريقه. يتوقف فرانك بعيدًا عن المكتبة ويعود مسرعاً ولا يجدها. يذهب فرانك ليركب قطار مزدحم من غراند سنترال، ويجد مولي مرة أخرى، ويأخذها بين ذراعيه.

## استقبال الفيلم
منح موقع «الطماطم الفاسدة» الفيلم تقييما مقداره 58% بناءاً على آراء 12 ناقداً سينمائياً، ومنح موقع «ميتاكريتيك» الفيلم تقييما مقداره 55% بناءاً على آراء 12 ناقداً سينمائياً.
كتب الناقد روجر ايبرت في صحيفة شيكاغو صن تايمز في 23 أكتوبر 2004: «سيكون» الوقوع في الحب«بمثابة مثال قاطع على الأداء الجيد في فيلم سيء»، ومنح الفيلم نجمتين من أصل أربعة نجوم.
فاز الفيلم بجائزة ديفيد دي دوناتيلو عام 1985 لأفضل ممثلة (ميريل ستريب)، وفاز أيضا بجائزة أفضل ممثل (روبرت دي نيرو) في جوائز سانت جوردي لعام 1986.
حقق الفيلم مبلغ 11129057 دولارًا في السوق المحلي الأمريكي.

## روابط خارجية
- مقالات تستعمل روابط فنية بلا صلة مع ويكي بيانات

https://letterboxd.com/film/falling-in-love/ الوقوع في الحب (فيلم)
https://www.metacritic.com/movie/falling-in-love الوقوع في الحب (فيلم)
https://www.blu-ray.com/Falling-in-Love/256304/ الوقوع في الحب (فيلم)
https://www.rogerebert.com/reviews/falling-in-love-1984 الوقوع في الحب (فيلم)